# Zákon České národní rady o obcích (obecní zřízení)
Zákon České národní rady o obcích je název zákona č. 367/1990 Sb., České národní rady ze dne 4. září 1990 o obcích (obecní zřízení). Upravoval veškeré právně dané aspekty fungování obce a jejích orgánů (postavení obce, orgány obce, působnosti). Tento zákon byl v roce 2000 nahrazen novým zákonem o obcích v rámci správní reformy. Zrušil zákon o národních výborech (č. 69/1967 Sb.), který upravoval také místní národní výbory. 

## Základní struktura zákona
Zákon se dělí na 5 hlav, na něž navazují přílohy:
- hlava první – Obce, jejich vznik a zánik (§ 1 – § 12)
- hlava druhá – Působnost obce (§ 13 – § 25)
- hlava třetí – Místní referendum a orgány obce (§ 26 – § 61)
- hlava čtvrtá – Náprava nesprávných opatření (§ 62 – § 63)
- hlava pátá – Ustanovení společná, přechodná a závěrečná (§ 64 – § 73)